# Arthur Drews (Landrat)
Arthur Drews (* 16. April 1884 in Berlin; † 1964) war ein preußischer Landrat und Polizeipräsident.

## Leben
Der Sohn des Polizeibeamten Anton Drews (1851–1926) und der Rosa Pohlmann (1852–1910) studierte von 1904 bis 1907 Rechtswissenschaften in Berlin. Anschließend war er, mittlerweile auch promoviert, als Gerichtsreferendar und ab 1912 als Gerichtsassessor in Oppeln tätig, bevor er als Freikorpskämpfer im Ersten Weltkrieg in Schlesien eingesetzt wurde. Als Oberleutnant der Reserve des Garde-Grenadier-Regiment Nr. 5 und zweimal verwundet sowie ausgezeichnet mit dem EK I und dem Schlesischen Bewährungsabzeichen kehrte Drews 1919 aus dem Einsatz zurück. 
Nachdem er 1919 als Regierungsassessor und ein Jahr später als Regierungsrat tätig gewesen war, wurde Drews 1921 kommissarischer Landrat des Kreises Torgau im Regierungsbezirk Merseburg der Provinz Sachsen und Nachfolger von Günther Gereke. 1922 übernahm er endgültig dieses Amt, das er bis 1925 verwaltete. Anschließend wurde er an das Oberpräsidium der Rheinprovinz in Duisburg versetzt, wo er zum Oberregierungsrat befördert wurde. 1930 wurde er zum Polizeipräsidenten von Aachen ernannt, wo er nach der Machtergreifung der Nationalsozialisten im März 1933 abgelöst wurde. Drews erhielt eine neue Stellung in der Regierung Schneidemühl. Doch schon einen Monat später, im September 1933 bot sich ihm eine Stelle als außerplanmäßiger Dezernent in der Regierung Merseburg. Hier war er bis zum Kriegsende tätig und wurde dann, da er nicht der NSDAP angehört hatte, Abteilungsleiter der in der Sowjetischen Besatzungszone aufgehobenen Regierung Merseburg. Diese Funktion übte er bis zur endgültigen Auflösung seiner Dienststelle im Juni 1947 aus.
Er war seit 1904 Mitglied der katholischen Studentenverbindung K.D.St.V. Bavaria Berlin sowie Mitglied im Club Aachener Casino.